# Mimosybra strandi
Mimosybra strandi es una especie de escarabajo del género Mimosybra, familia Cerambycidae. Fue descrita científicamente por Breuning en 1939.
Se distribuye por China. Posee una longitud corporal de 11,5-15,5 milímetros. El período de vuelo de esta especie ocurre en el mes de abril.